# Сілое (Лесото)
Сілое (англ. Siloe) — одна з місцевих громад, що розташована в районі Мохалес-Хук, Лесото. Населення місцевої громади у 2006 році становило 18 261 особу.